# ヴィッテン・ヘァデッケ大学

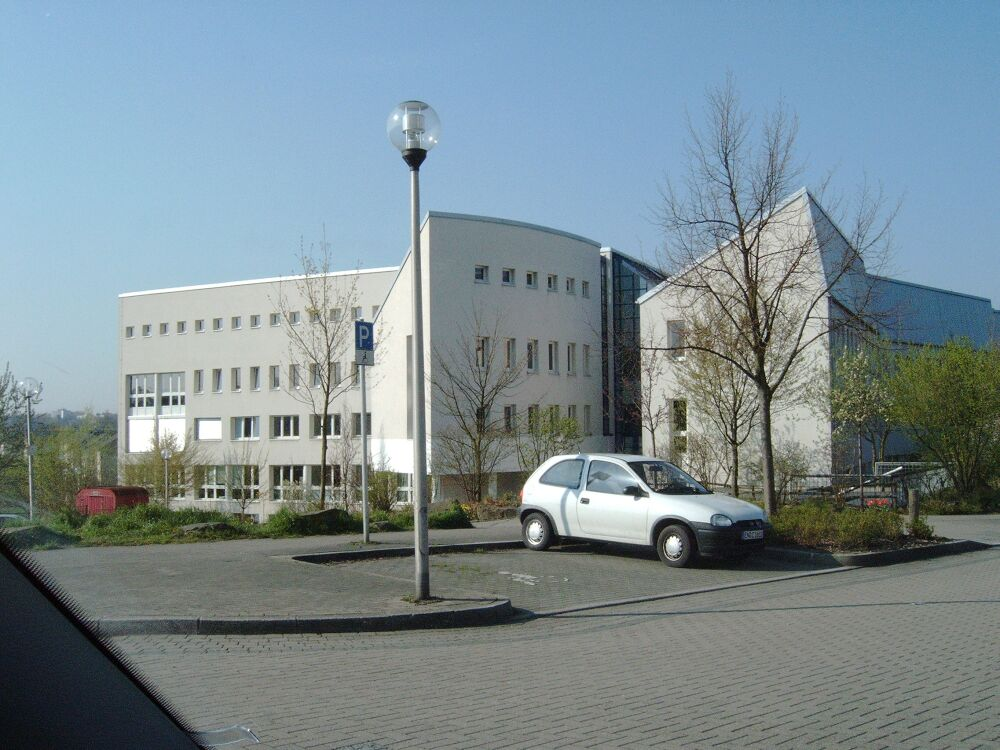
ヴィッテン・ヘァデッケ大学の主要建築物

ヴィッテン・ヘァデッケ大学（ドイツ語: Universität Witten/Herdecke）は、1980年に設立、1982年に博士号や大学教授資格の授与権を持つ「総合大学（Universität）」として連邦政府の認可を受けたドイツではじめての私立大学。現在においても、私立大学としてはドイツ唯一の総合大学である。ドイツ西部のノルトライン＝ヴェストファーレン州ヴィッテン市に所在する。学長は、マーティン・ブツラフ（Prof. Dr. Martin Butzlaff）。

## 概要
健康学部（2010年8月に旧・医学部が看護学専攻および歯学部を統合したもの。医学科、歯学科および看護学科から成る。）、経済学部、文化省察学部（旧・教養学部）があり、2011年8月現在の学生数は1,350名、常勤の教職員数は444名（うち教授44名、その他の教員191名、事務職員209名）である。志願者には、アビトゥア資格のほか独自の入学試験が課される。入学者数（博士課程を含む）は年間約270名、学部卒業生数は年間約150名、博士号（Doktor）取得者年間約90名、教授資格（Habilitation）取得者数は年間平均9名である。なお、卒業・修了生数は、2011年8月までで2,635名である。
健康学部は、主にルドルフ・シュタイナーの考えを色濃く宿した人々により設立されたヘルデッケ病院との提携により、特徴的な医学教育を行っていることでも知られる。
予算規模は年間約2,900万ユーロで、うち州助成金が23.2%、付属歯科医院収入が15.4%、受託研究費収入が13.9%、授業料収入が13.7%、寄付金が13.4%、その他の収入が20.4%となっている。恒常的な財政難に悩まされているが、教育・研究の両面で評価が高く、例えば経済学部は2007年のフォーカス誌の全独大学ランキングで4位に入っている。

## 日本人卒業生
- 荒木和夫 - 2003年Dr. rer. pol.（経済学博士）。元アーンスト・アンド・ヤングドイツおよび日本パートナー（公認会計士・米国公認会計士・不動産鑑定士・英国勅許鑑定士）、名古屋経済大学名誉教授。